# Osteocephalus exophthalmus
Osteocephalus exophthalmus és una espècie de granota endèmica de Guyana.